# Semente do Jogo de Angola

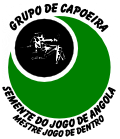
Logotipo de Grupo de Capoeira Semente do Jogo de Angola

Semente do Jogo de Angola é um Grupo de Capoeira Angola fundado por Jorge Eugídio dos Santos - Mestre Jogo de Dentro - no dia 9 de setembro de 1990 no Teatro Miguel Santana no bairro Pelourinho na cidade de Salvador-BA no Brasil.

O Mestre Jogo de Dentro foi formado pelo Mestre João Pequeno de Pastinha que, por sua vez, foi formado por Mestre Pastinha, conhecido como o pai da Capoeira Angola.

## Sede
Sua sede está localizada na vila de pescadores chamada Cacha Pregos, município de Vera Cruz-BA, na Ilha de Itaparica, sendo inaugurada em dezembro de 2010 durante o evento Semeando 2010 realizado pelo Grupo.

## Núcleos
Atualmente, o Grupo conta com os seguintes núcleos, onde, em cada um, há pelo menos um responsável por dar continuidade ao trabalho do Mestre:

### Brasil
- Salvador-BA.
- São Paulo-SP.
- Campinas-SP.
- Limeira-SP.
- Santa Rita do Sapucaí-MG.
- Brasília-DF.

### Canadá
- Montreal-QC.
- Toronto-ON.
- Ottawa-ON.

### Itália
- Milão.
- Bari.
- Barletta.
- Roma.

### Israel
- Haifa.

COLOMBIA
- Medellín.

## Música

### Formação da bateria
A formação de sua bateria é, da esquerda para a direita:
- Berimbau Gunga.
- Berimbau Médio.
- Berimbau Viola.
- 2 pandeiros.
- Reco-reco.
- Agogô.
- Atabaque.

### Condução da bateria de Angola
Os berimbaus Gunga, Médio e Viola tocam, respectivamente, Angola, São Bento Pequeno, São Bento Grande. O berimbau Viola, além de seu toque padrão (São Bento Grande), realiza as variações e repiques da bateria, enquanto os outros instrumentos são mantidos estáveis, eventualmente sofrendo alguma variação.
Antes do início do jogo, durante o canto da Ladainha, somente os berimbaus e os pandeiros são tocados. Os outros instrumentos entram juntos com a resposta da Louvação - Iê, Viva meu Deus (ou alguma variação iniciada sempre por Iê). A partir da Louvação, todos os instrumentos são tocados e o coro respondido por todos os participantes da roda, sendo dispensável somente aos "jogadores".

## História do nome
Quando Jogo de Dentro, na época contramestre, foi dar aula no Teatro Miguel Santana para os alunos do Mestre João Grande, o qual foi para os EUA, batizaram o Grupo com o nome Herança de Pastinha em homenagem a Mestre Pastinha - mestre formador dos Mestres João Grande e João Pequeno; logo em seguida mudaram o nome do grupo para Filhos de João Grande e João Pequeno, pois tanto alunos de Mestre João Grande quando alunos de Mestre João Pequeno faziam parte do Grupo; finalmente, em setembro de 1990, registraram o nome do Grupo como Semente do Jogo de Angola.